# Johanna Decker
Pour les articles homonymes, voir Decker.
Johanna Maria Katharina Decker (née le 19 juin 1918 à Nuremberg, morte le 9 août 1977 à Lupane, Rhodésie) est une médecin missionnaire catholique allemande. Elle est assassinée lors de la guerre du Bush de Rhodésie du Sud.

## Biographie
Johanna Decker est la fille d'Ignaz Decker, conseiller financier, et de Maria-Anna Decker. En 1922, son père est muté à Amberg, où elle fréquenta l'école primaire et, de 1928 à 1934, le Lyceum des pauvres sœurs des écoles de Notre-Dame, qui porte son nom (de) aujourd'hui (ancien couvent des Visitandines). C'est une excellente élève, douée de talents artistiques, elle sait bien dessiner et jouer du piano. En 1937, elle obtient son abitur.
Johanna Decker est active dans les œuvres pour la jeunesse de l'Église. Elle mûrit l’idée de rejoindre un service missionnaire, et rejoint le Missionsärztliches Institut Würzburg en 1939. Le jour de l'Épiphanie, le 6 janvier, 1946, elle promet de « se consacrer à des missions sur des terres païennes pendant au moins dix ans après la fin de ses études de médecine ».
Après des études de médecine à Wurtzbourg et à Munich, elle suit un apprentissage de spécialiste en neurologie à Mayence. En 1950, le Missionsärztliches Institut Würzburg l'envoie à Bulawayo en Rhodésie. Elle termine une longue période d'adaptation à l'hôpital de la mission Fatima. Elle est ensuite en service en 1960 avec la création du nouvel hôpital de brousse St. Paul's dans le district de Lupane au sud-ouest du pays.
En collaboration avec les Missionnaires de Mariannhill, qui s'occupent des soins pastoraux et économiques, Johanna Decker s’occupe de l’hôpital. En tant que seul médecin dans un rayon de 100 kilomètres, elle supervise également les sept antennes avec son équipe. Sa présence permanente implique également un service à la clinique, il n'y a pratiquement aucune intimité. En quelques années, un hôpital moderne avec infrastructure associée (logements pour les employés et les étudiants infirmiers) est construit.
Le 9 août 1977, en début d'après-midi, une expédition punitive sur St. Paul's a lieu. Deux terroristes lourdement armés pénètrent par le portail principal de l'hôpital. Un peu plus tôt, les deux Noirs ivres avaient assassiné un chef sur le chemin de l'hôpital, crevé les yeux d'un homme et battu des patients sur le terrain de l'hôpital. Dans la salle des soins ambulatoires, ils trouvent le Dr Decker, qui examine et traite les patients. Elle est aidée par sœur Ferdinanda Ploner (C.P.S), Autrichienne âgée de 53 ans, qui a un passeport sud-africain. Les deux mercenaires exigent de l'argent, Johanna Decker leur donne le contenu de la caisse. Mais ils en veulent plus et le Dr Decker essaie de les satisfaire en cherchant d'autres sommes. Sur le chemin de sa maison, ils ouvrent le feu de leurs kalachnikovs sans avertissement. Le Dr Decker et sœur Ferdinanda meurent immédiatement. Johanna Decker n'a eu qu'un tir mortel alors que sœur Ferdinanda est touchée par huit balles.
Elle est enterrée à Bulawayo.

## Circonstance et suite de sa mort
Malgré la guerre en Rhodésie, elle veut être fidèle à la mission, mais a une sombre prémonition des terribles événements. Comme beaucoup de personnes l'ont dit, lors de son dernier adieu à l'Europe à l'automne 1976, elle pleure beaucoup à l'aéroport de Rome.
En décembre 1976, l'évêque de Bulawayo, Mgr Schmitt (de), est assassiné. Les installations des missionnaires (blancs) sont la cible privilégiée des attaques terroristes. Les Missionnaires de Mariannhill ont neuf religieux tués entre 1976 et 1987.
L'assassinat ne fut jamais clarifié et les auteurs jamais arrêtés. Le vol est 400 dollars rhodésiens. Pendant l'attaque, le personnel africain est aussi touché. Les sœurs sont menacées de viol et environ 130 patients chassés de leurs lits. Après l'indépendance du Zimbabwe en 1980, une amnistie générale est approuvée pour toutes les atrocités commises pendant la guerre civile par les accords de Lancaster House. L'attaque terroriste ne sera jamais jugée.
Après le meurtre, l'hôpital doit être fermé. Plusieurs mois plus tard, il est pillé et détruit. Par la suite, le terrain est laissé en l'état pendant longtemps. Aujourd'hui, St. Paul's est géré comme une antenne de l'hôpital St. Luke's de la Mission.

## Hommages
Dans la presse, Johanna Decker est qualifiée de martyre des missions médicales. Son dévouement et son sacrifice font d'elle un modèle pour les futurs médecins missionnaires au-delà des frontières du Zimbabwe et de l'Allemagne.
Le Dr Decker jouit aussi d'une réputation de scientifique grâce à une série d'articles publiés dans de prestigieuses revues médicales en Afrique du Sud, en Grande-Bretagne et en Allemagne. Le 29 novembre 1979, elle reçoit à titre posthume le Prix Noristan du Pretoria Science Council.
En 1981, une rue est lui est dédiée dans sa commune d'origine de Kirchheim bei München. En 2006, un bâtiment de la Missionsärztliches Institut Würzburg est renommé Johanna-Decker-Haus.
L'Église catholique allemande a inscrit Johanna Decker dans son martyrologe du XXe siècle.

## Source de la traduction
- (de) Cet article est partiellement ou en totalité issu de l’article de Wikipédia en allemand intitulé « Johanna Decker » (voir la liste des auteurs).